# Blondine
 Der er for få eller ingen kildehenvisninger i denne artikel, hvilket er et problem. Du kan hjælpe ved at angive troværdige kilder til de påstande, som fremføres i artiklen.

En blondine (fransk) er en kvinde med blondt (lyst) hår. Om håret er naturligt blondt eller farvet er i den forbindelse underordnet.
I den almindelige folkebevidsthed optræder blondiner i tre sammenhænge:[kilde mangler]
- Sexede – Gentlemen foretrækker blondiner hed det i en film, og pornobranchen synes tilbøjelig til at være af samme opfattelse.[kilde mangler]
- Vittigheder – vittigheder med sexlystne men dumme blondiner udgør en hel kategori på linje med svigermorvitser og kannibalvitser og har lige så lidt med virkeligheden at gøre som disse.
- Svenske – svenske piger tænkes gerne som blondiner men i praksis er andelen af blonde piger næppe stort større i Sverige end i for eksempel Danmark eller Norge.[kilde mangler]

Ægte blondiner har ofte blå/lyse øjne hvilket skyldes en biologisk årsag.